# Стьопшинський
Стьо́пшинський (рос. Стёпшинский) — починок у складі Нікольського району Вологодської області, Росія. Входить до складу Нікольського сільського поселення.

## Населення
Населення — 27 осіб (2010; 41 у 2002).
Національний склад (станом на 2002 рік):
- росіяни — 100 %